# Wiegbrug

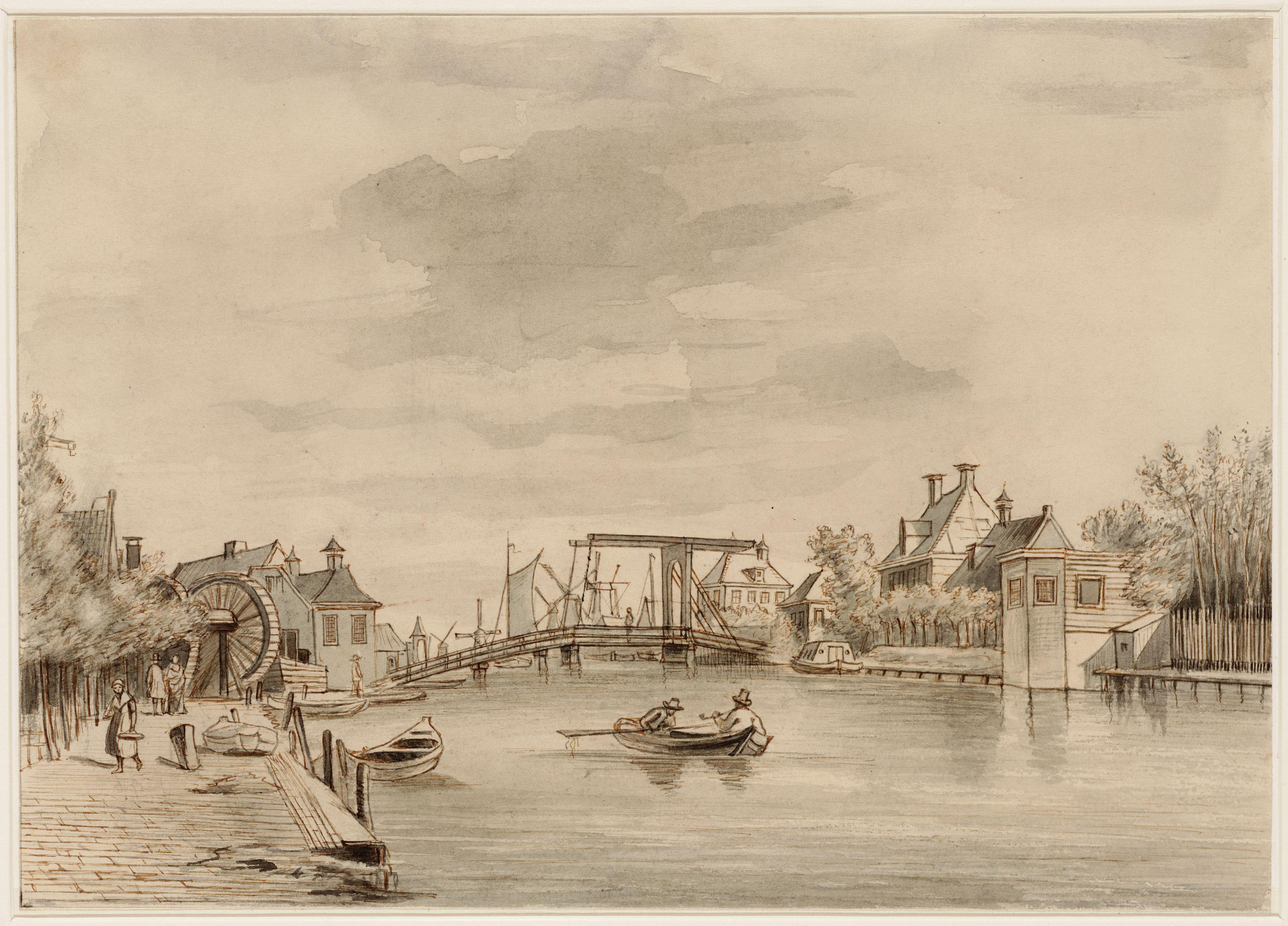
Tolbrug; eerste helft 19e eeuw.

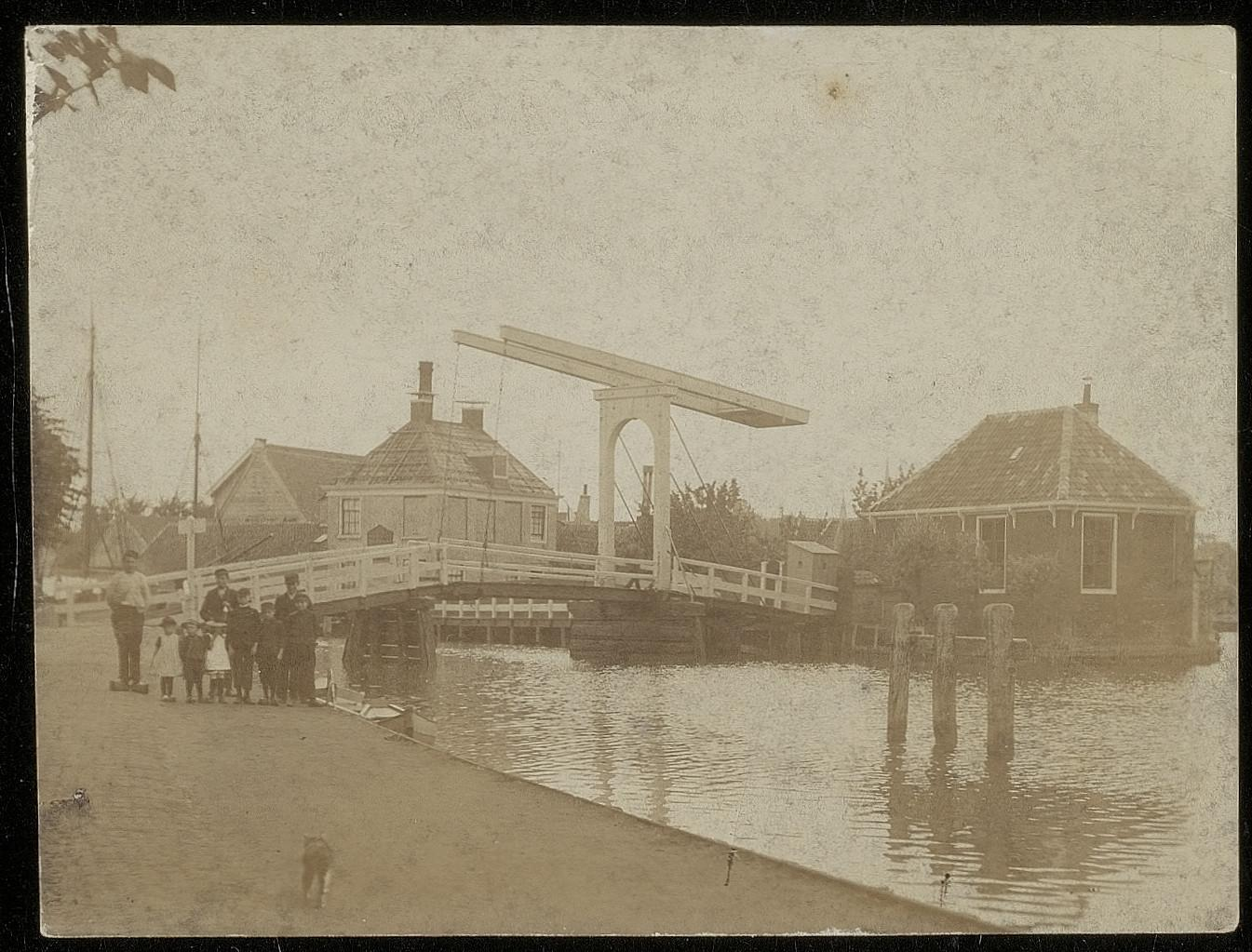
De Tolbrug over de Kostverlorenvaart aan de Baarsjes, gezien in noordoostelijke richting vanaf de Baarsjesweg; circa 1900.

Wiegbrug met overhaal; circa 1910.

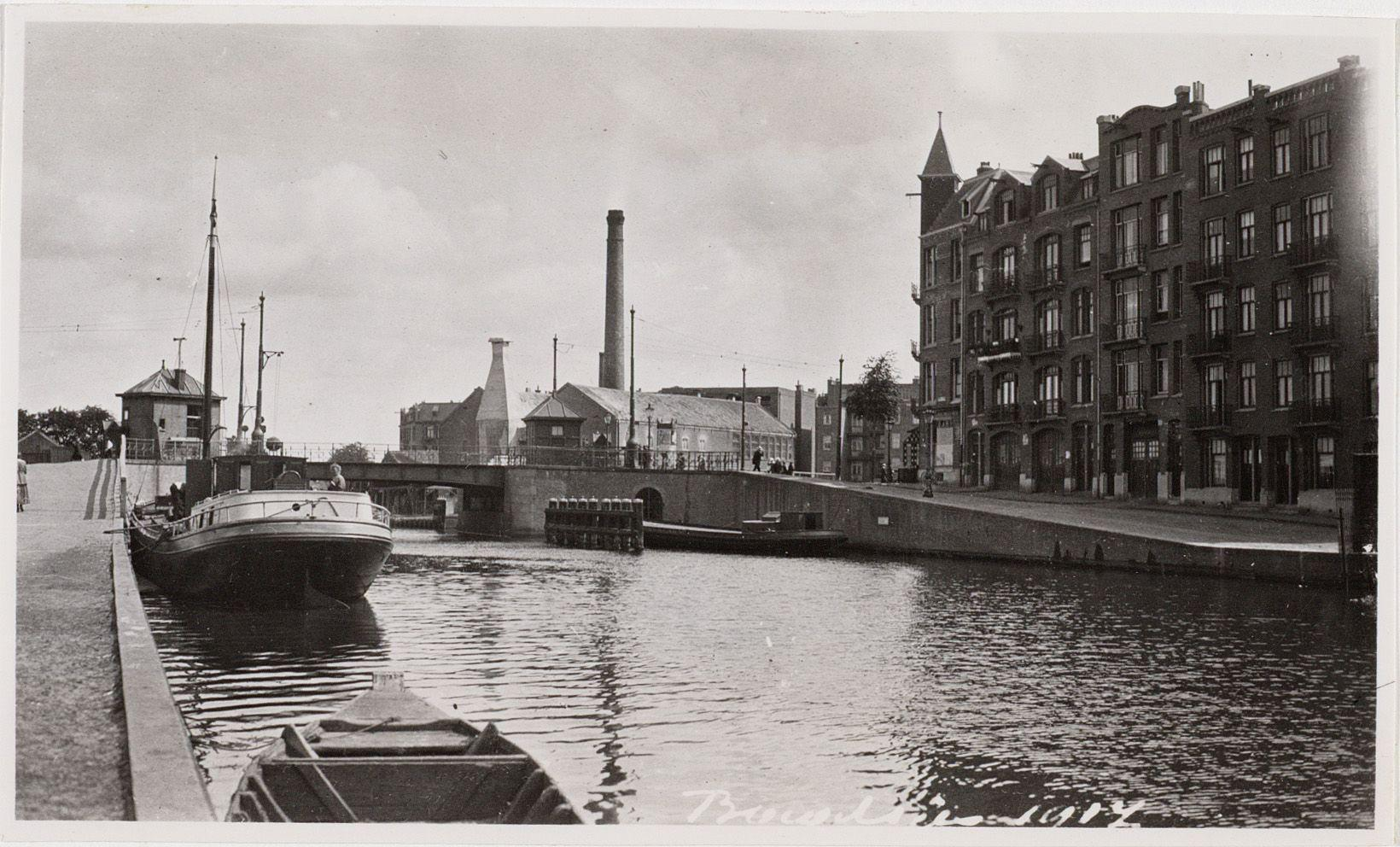
De Wiegbrug, gezien vanaf de Baarsjesweg. Rechts de Tweede Kostverlorenkade en de De Clercqstraat; 1917.

De Wiegbrug (brug nr. 173) is een beweegbare brug over de Kostverlorenvaart in het Amsterdam-West. De brug verbindt de De Clercqstraat met de Admiraal de Ruijterweg. De naam van de brug verwijst naar het type brug dat hier in 1904 werd gebouwd, een rolbasculebrug.

## Tolbrug
Voor de bouw van de Wiegbrug lag er een houten ophaalbrug, waarvoor tol moest worden betaald. De Tolbrug werd gebouwd in 1787. Dit was de verbinding tussen het Lange Bleekerspad in Nieuwer-Amstel en de buurtschap De Baarsjes. Tegenover de brug lag de herberg 'De Drie Baarsjes'. Vanaf 1642 wordt er al gesproken van deze herberg, waaraan het latere stadsdeel haar naam te danken had. De Leydse Courant van 17 november 1802 maakte melding van een verkoop in dat gebouw met de aanvulling "by de Tolbrug". De brug lag toen nog in open gebied. De Kostverlorenvaart vormde destijds de gemeentegrens tussen Nieuwer-Amstel en Sloten en nog niet alles was volgebouwd tot de vaart. In 1896 werd dit gedeelte van Nieuwer-Amstel door Amsterdam geannexeerd en vanaf eind 19e eeuw verscheen steeds meer bebouwing en werd er industrie gevestigd, zoals een gipsfabriek. De vaart werd op Amsterdams Peil gebracht, er werd nabij de brug ook een overhaal aangelegd.

## Wiegbrug
De  Electrische Spoorweg-Maatschappij wilde in 1902 voor de aanleg van de tramlijn Amsterdam - Zandvoort een nieuwe brug over de Kostverlorenvaart in het verlengde van de toen nieuw aangelegde De Clercqstraat. De brug werd door de gemeente Amsterdam op kosten van de ESM gebouwd en in 1904, met de opening van de tramlijn, in gebruik genomen. Amsterdam maakte het ontwerp voor de rolbasculebrug. Bij het openen van het val levert dat bij een dergelijke brug een enigszins wiegend effect, zodat de brug haar bijnaam kreeg: 'Wiegbrug' of 'Wiegebrug'. De brug kreeg twee houten brugwachtershuisjes.
De Wiegbrug was al vanaf het begin voorzien van drierailig spoor maar niet van bovenleiding. Vanaf 1913 reed ook de lokaaldienst naar Sloterdijk over de brug. In 1927 ging ook tramlijn 13 van de Gemeentetram Amsterdam gebruik maken van de brug; in 1929 kwam er alsnog bovenleiding.
In 1927 werd geconstateerd dat de smalle brug te gevaarlijk werd en niet meer berekend was op het almaar toenemende verkeer. De bruggenarchitect bij de Dienst der Publieke Werken werd gevraagd een ontwerp te leveren voor de verbouwing van de brug. Bij de bouw was al rekening gehouden met een eventuele toekomstige verbreding en zo geschiedde. De brug werd in 1931 met zestien meter verbreed. Dat had wel tot gevolg dat de brugwachtershuisjes sneuvelden. Piet Kramer ontwierp voor de Wiegbrug een nieuw brugwachtershuisje in de stijl van de Amsterdamse School. Het leverde een van de opvallendste brugwachtershuisjes van de architect op. Het zeshoekig bouwwerk stond in de breedtelijn in een hoek van 45 graden met de brug. Om de brugwachter volledig zicht op de Kostverlorenvaart te bieden werd de raampartij als een erkertje gebouwd, met zijraampjes. Net als het contragewicht van de brug werd het brugwachtershuisje aan de centrumzijde geplaatst. De brug werd voor het verkeer afgesloten door handbediende zware gietijzeren hekwerken; er waren minstens twee brugwachters voor nodig de brug af te sluiten dan wel te openen. De brug had nog houten planken op een stalen frame als wegdek, maar die waren aan slijtage onderhevig en moesten regelmatig vervangen worden. Soms was het onderliggende water vanaf het rijdek te zien. De "Kikker" (lokaaldienst naar Sloterdijk) verdween in 1954 en de tram naar Haarlem in 1957. Wegens slijtage moest eens in de vijf jaar het rijdek worden vervangen. Vanaf 20 september 1982 reden ook de lijnen 12 en 14 over de brug, toen zij naar Station Sloterdijk gingen rijden.

## Een nieuwe Wiegbrug
In de jaren tachtig werd duidelijk dat de situatie niet langer houdbaar was. Nederland maakte echter een economische crisis door en er was onvoldoende geld voor het onderhoud. Uit een inventarisatie van problemen van de gemeente Amsterdam bleek dat er 570 miljoen gulden nodig zou zijn om al het achterstallige onderhoud aan te pakken; dat bedrag zou elk jaar met 60 miljoen gulden oplopen als er niets gedaan werd. In 1987 zette de gemeente vernieuwing in gang. Op 1 november 1988 werd de brug afgesloten voor verkeer; alleen de voetgangers, fietsers en de trams mochten nog over de brug. Het brugdek werd in de lengte in tweeën gezaagd. Het noordelijke deel bleef met enkel spoor voor de tram gehandhaafd en het zuidelijke deel werd gesloopt en vervangen door een nieuw brugdeel. Na oplevering werd het andere deel gesloopt en ook vervangen door een nieuw brugdeel. Het contragewicht verhuisde weer naar de andere kant.
De nieuwe brug als geheel kwam in 1989 in gebruik en werd verbreed tot 22 meter en daarmee weer breder, waardoor het brugwachtershuisje van Kramer moest worden gesloopt. Er kwam een nieuw brugwachtershuisje aan de westzijde, ontworpen door Matthieu Ponsen. Het is niet sierlijk, zoals dat van Kramer, maar puur gebouwd op functionaliteit en staat op een betonnen zuil in het water van de vaart. Toen alles klaar was werden de beide brugdelen aan elkaar gelast. Het val van de nieuwe brug is geheel van staal met daarop een slijtlaag. Bij warm weer zet het brugdeel dermate uit, dat ze met koud water besproeid moet worden om werkzaam te blijven. Bij de herbouw van de brug werd ook de omgeving aangepast. Aan kunstenaar Peter van de Locht werd gevraagd een kunstwerk te leveren; het wordt Ankh een Egyptisch teken voor onsterfelijkheid. In 2004 werd aan de zuil van het huisje het kunstwerk Het boegbeeld van Leonie Mijnlieff aangebracht.
De brug werd in 2017 verbouwd voor bediening op afstand; het brugwachtershuisje verloor zijn functie. Sindsdien kan het geboekt worden als overnachtingplaats. Sinds 22 juli 2018 rijden de lijnen 12 en 14 niet meer over de brug maar verscheen tramlijn 19; tramlijn 13 rijdt ook nog steeds over de brug.

## Ongevallen
Op 17 augustus 1966 zat een tanker gedurende vier uur klem tussen beide oeverdelen van de brug. Op 23 juli 1982 kwam het ramschip de Zr.Ms. Schorpioen op dezelfde wijze klem te zitten. Het duurde bijna 24 uur voor het schip los was; een deel van de kademuur moest daarvoor worden gesloopt. Vervolgens ontstond discussie of de doorvaartbreedte van de brug te ruim was opgegeven of de breedte van het schip te krap; de gegevens van het schip bleken al vernietigd te zijn bij de Koninklijke Marine; deze was immers geen eigenaar meer.

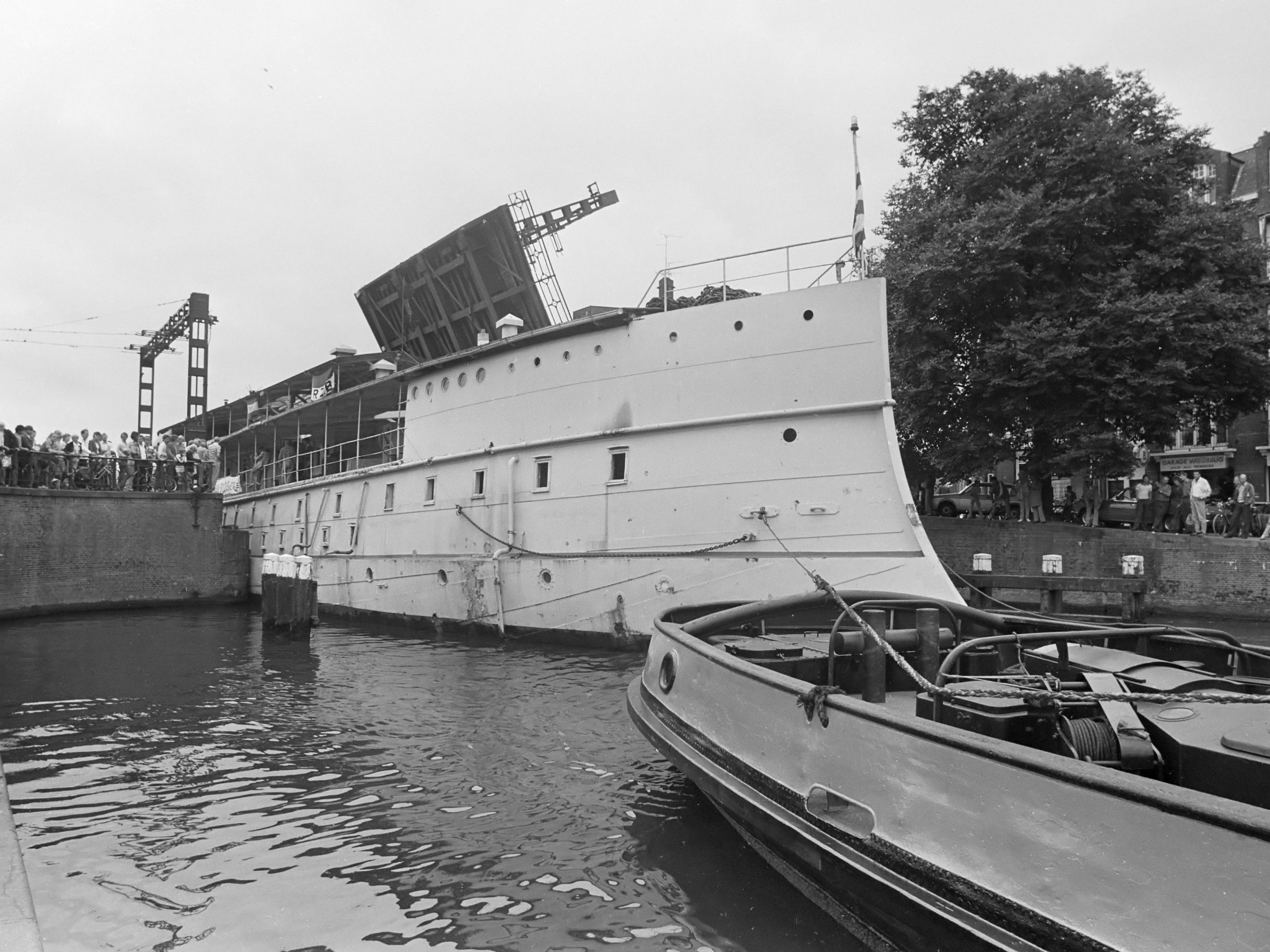
Ramschip De Schorpioen zit vast in de Wiegbrug; 1982.
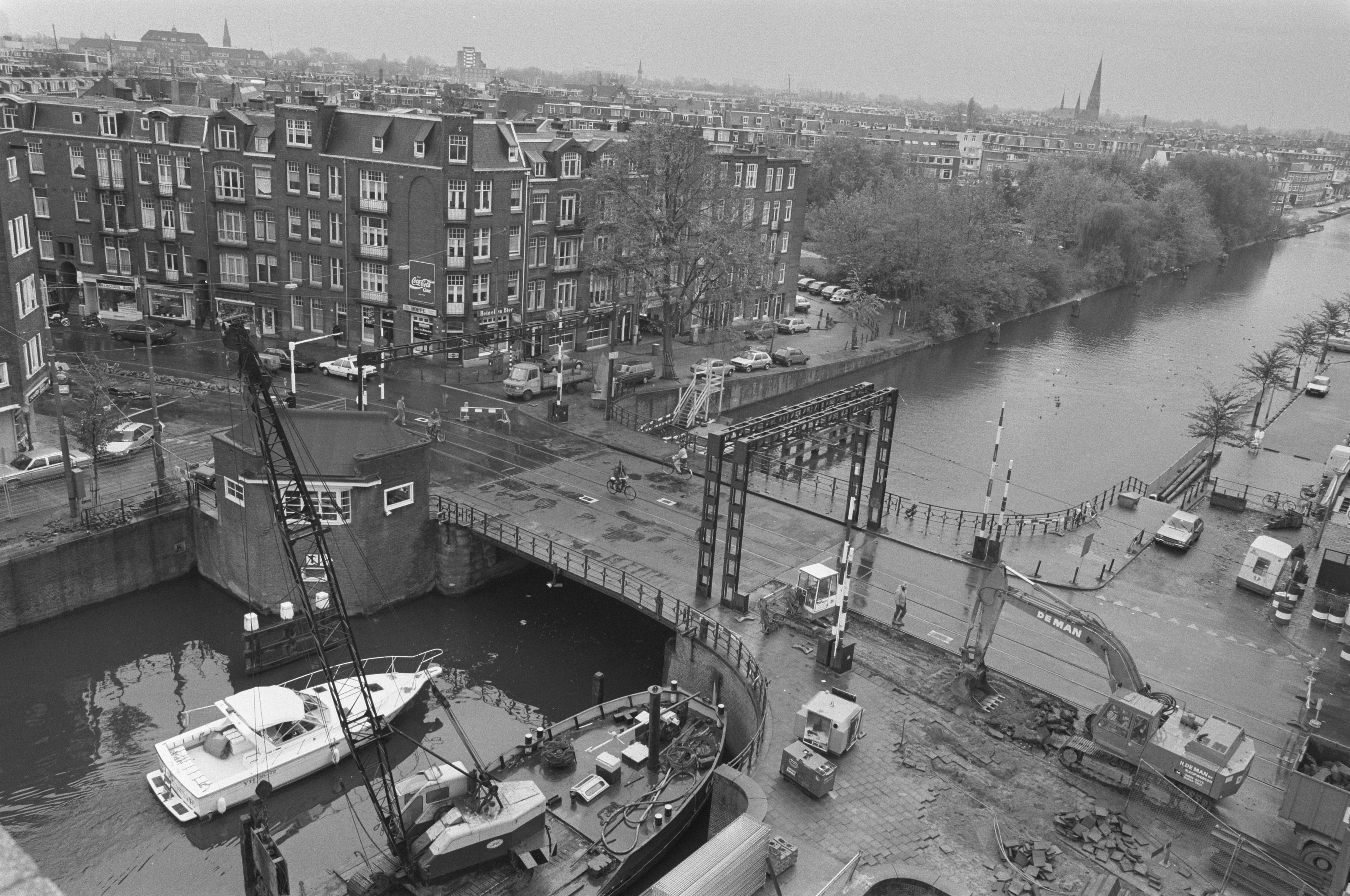
De Wiegbrug kort voor de afbraak en vervanging door nieuwbouw; 31 oktober 1988.
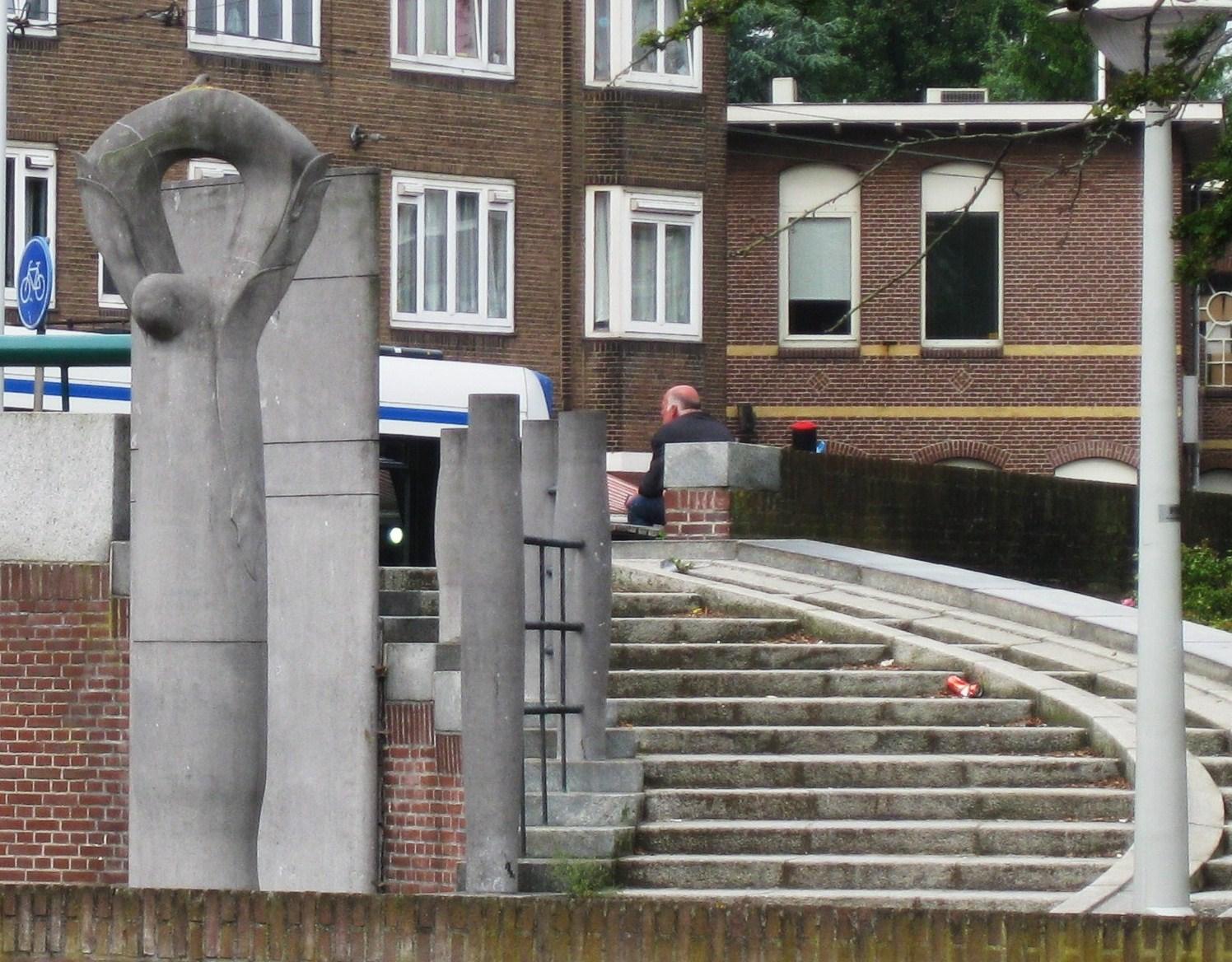
Ankh, het kunstwerk naast de brug.

<<< · 100 · 101 · 102 · 103 ·  105 · 106 · 107 · 108 · 109 ·  110 · 111 · 112 · 113 · 114 · 115 · 116 · 117 · 118 · 119 · 120 · 121 · 122 · 123 · 124 · 125 · 126 · 127 · 128 · 129 · 130 · 131 · 132 · 135 · 136 · 137 · 138 · 139 · 140 · 141 · 142 · 143 · 144 · 145 · 146 · 147 · 148 · 149 ·  150 · 151 · 152 · 155 · 156 · 159 · 160 · 161 · 162 · 163 · 164 · 165 · 166 · 167 · 168 · 169 ·  170 · 171 · 172 · 173 · 174 · 175 · 176 · 177 · 178 · 179 · 180 · 181 · 182 · 183 · 184 · 185 · 186 · 187 · 189 · 190 · 191 · 192 · 193 · 194 · 195 · 196 · 198 · 199 · >>>
Brugnummers 104, 133, 134, 153, 154, 157, 158, 188 en 197 zijn niet (meer) in gebruik.